# Bò Cạp II
Bò Cạp II (Tiếng Ai Cập cổ đại: có thể là Selk hoặc Weha), còn được gọi là Vua Bò Cạp, là vị vua thứ hai trong số hai vị vua hoặc tù trưởng có cùng tên trong thời kỳ Tiền triều đại (3150—3100 TCN) ở Thượng Ai Cập (k. 3200—3000 TCN).

## Danh tính

### Tên gọi

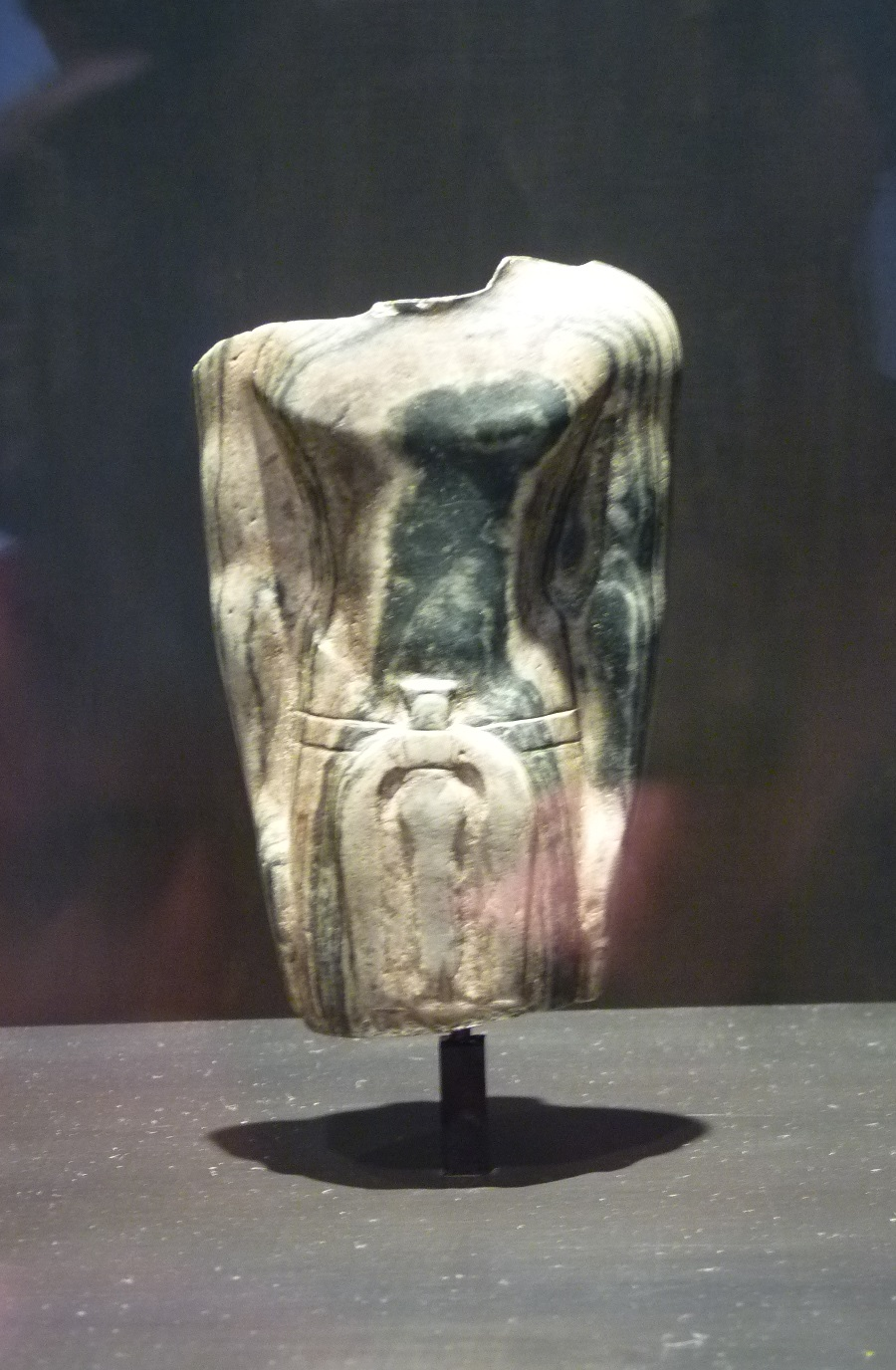
Tượng bán thân của một người đàn ông có tên Horus của vua Bò Cạp nằm dưới ngực trái. Nó được tạc từ đá gơ nai, có niên đại thuộc vào thời kỳ Tiền vương triều vào khoảng năm 3200 TCN. Munich, Staatliches Museum Ägyptischer Kunst, ÄS 7149.

Tên gọi và tước hiệu của vua Bò Cạp hiện là vấn đề gây nhiều tranh cãi trong ngành Ai Cập học hiện đại. Tên của ông thường được mở đầu bằng biểu tượng hình hoa hồng vàng có 6 hoặc 7 cánh hoặc ký hiệu hoa (?). Biểu tượng này có thể được tìm thấy trên nhiều hiện vật thuộc thời kỳ vương triều khởi nguyên và vương triều thứ Nhất; nó biến mất sau đó và chỉ xuất hiện lại dưới thời vương triều thứ Ba, khi nó tái xuất hiện trong tên của các vị đại thần cấp cao chẳng hạn như là Khabawsokar và A'a-akhty (cả hai đều có niên đại thuộc vào giai đoạn cuối vương triều thứ Ba). Ý nghĩa chính xác của nó đã được tranh luận dữ dội; cách giải thích thông dụng nhất đó là biểu tượng này mang nghĩa là 'nomarch' hoặc 'lãnh chúa cao quý'. Trong giai đoạn Tiền vương triều và Sơ triều đại, nó rõ ràng đã được sử dụng với vai trò là một ký hiệu dành cho nhà vua; trong các thời kỳ sau này nó được dành cho các vị đại thần cấp cao và những vị hoàng tử, đặc biệt là những người giữ vai trò là tư tế cho nữ thần Seshat. Do đó, hình hoa hồng vàng đã trở thành một biểu tượng chính thức của thần Seshat. Cách đọc ký hiệu hình hoa hồng vẫn đang còn được tranh luận. Hầu hết các nhà ngôn ngữ học và Ai Cập học đọc nó là Neb (tương ứng với 'lãnh chúa') hoặc Nesw (tương úng với 'đức vua'), và họ tin chắc rằng hình hoa hồng vàng là một hình thái nguyên mẫu cho serekh sau này.
Bằng chứng duy nhất chứng minh sự có mặt của vua Scorpion II là Scorpion Macehead, được James E. Quibell và Frederick W. Green tìm thấy trong một ngôi đền tại Nekhen (Hierakonpolis) vào các năm 1897–1898. Đây có lẽ là bức phù điêu, mô tả vị vua này đang cày ruộng (ông ta có chiếc cuốc đang cày ruộng, phía sau là người hầu đang gieo hạt). Các phiến đá được khai quật tại Tarkhan và Minshat Abu Omar, miêu tả vua (dưới dạng con bò cạp) đang chiến đấu với kẻ thù. Một cuộc khai quật nữa ở ghềnh thứ hai của sông Nile, cách không xa Nasser-reservoire tại Gebel Sheikh Suliman (Sudan), tìm thấy một phiến đá mô tả con bò cạp đang bước qua xác kẻ thù bị giết chết. Cái chết của họ (kẻ thù) được mô tả là bị trúng tên, cơ thể bị dốc ngược (hướng chân lên trời); hai người nữa còn cầm cung bắn tên. Vì nhận diện những người chết này đang cầm cung và có lông đà điểu mà người ta xác định đó là người Nubia. Các con bò cạp sau chiến thắng đã tiến hành "hiến tế" kẻ thù người Nubia, bằng chứng là còn lại một con dao, một sợi dây - có lẽ để siết cổ kẻ thù (hay trói lại) rồi giết chết. Toàn bộ khung cảnh được hiểu như là vua Scorpion II ăn mừng chiến thắng của mình chống lại các người Nubians thù địch. Biểu tượng "con bò cạp" trên cái cày (có chỗ ghi là chùy) đại diện cho quyền lực của vua.

## Trị vì
Dưới thời vua Scorpion II, các bảng Hunters Palette, các Palette Libya và Narmer Palette, cho thấy một nền nông nghiệp sơ khai được hình thành. Trong bảng, người ta thấy sông, cây cỏ và muôn thú; hệ thống kênh tưới nước ở Ai Cập cổ. Người Ai Cập thời kỳ này thờ đa thần, nhưng họ lại thờ các vị thần quan trọng như: Horus, Seth, Min, Nemty, Nekhbet, Bat and Wepwawet. Họ cũng có thờ con vật, nhiều nhất là con rắn cổ beo; hai con chó Palette...... Một điểm mới là đã "xuất hiện sinh vật có cánh" mà người Ai Cập cổ gọi là "Chimeras có cánh", có tên là Sefer - đại diện cho quyền lực và bao lực, mà nhiều học giả nghi rằng nó có nguồn gốc từ Lưỡng Hà. Một bằng chứng nữa chứng minh ảnh hưởng của Lưỡng Hà qua Ai Cập, là hình một chiến binh chiến đấu hai con sư tử với hai bàn tay trần của mìn. Ngay cả nhà vua cũng nuôi hai con sư tử ở hai bên hông, hai con nhỏ đặt ở lòng bàn tay. Ở tại Minshat Abu Omar, Hierakonpolis và Naqada; người ta nhận thấy kiến trúc ngôi mộ và các mặt hàng được giao dịch (chẳng hạn như các công cụ, vòng cổ hạt và con dấu xi lanh) chứng minh một ảnh hưởng mạnh mẽ và sâu rộng đáng ngạc nhiên của văn hóa Lưỡng Hà và tôn giáo của thời kỳ đầu người Ai Cập. Các ngôi mộ được xây dựng với kết cấu rất phức tạp và ổn định đã được sao chép rõ ràng từ các tòa nhà Lưỡng Hà. Thậm chí, một số học giả đang cho rằng các thủ lĩnh cai trị Ai Cập, có lẽ xuất thân từ vùng đất Lưỡng Hà.

## Mục lục tham khảo
- Clayton, Peter A (2006), Chronicle of the Pharaohs: The Reign-by-Reign Record of the Rulers and Dynasties of Ancient Egypt, Thames & Hudson, ISBN 0-500-28628-0.
- Edwards, IES (1965), "The Early Dynastic Period in Egypt", trong Edwards, IES; và đồng nghiệp (biên tập), The Cambridge Ancient History, quyển 1, Cambridge University Press.